# Федірко Павло Стефанович
Павло Стефанович Федірко (13 вересня 1932, станиця Катеринівська, тепер станиця Криловська Краснодарського краю, Російська Федерація — 9 серпня 2019, місто Красноярськ, Російська Федерація) — радянський державний діяч, 1-й секретар Красноярського крайкому КПРС, голова правління Центроспілки СРСР. Член ЦК КПРС у 1976—1990 роках. Депутат Верховної Ради СРСР 9—11-го скликань. Народний депутат СРСР у 1989—1991 роках.

## Життєпис
Предки Федірка мали козацьке коріння, мати Пелагея Матвіївна працювала в колгоспі, батько Стефан Петрович — у районному земельному відділі. Після закінчення середньої школи Павло Федірко вступив до Ростовського інституту інженерів залізничного транспорту, який закінчив в 1954 році.
Після закінчення інституту переїхав на роботу в місто Норильськ Красноярського краю. У 1954 році працював майстром з арматури паровозовагоноремонтного заводу Норильського гірничометалургійного комбінату.
У 1954—1958 роках — завідувач відділу пропаганди і агітації; 2-й секретар, 1-й секретар Норильського міського комітету ВЛКСМ Красноярського краю.
Член КПРС з 1957 року.
У 1958—1960 роках — головний інженер, директор ремонтно-механічного заводу Норильського комбінату.
У 1960—1962 роках — 1-й заступник голови виконавчого комітету Норильської міської ради депутатів трудящих.
У 1962—1965 роках — 1-й секретар Ігарського міського комітету КПРС Красноярського краю. У 1965—1967 роках — секретар партійного комітету військової частини Красноярського краю.
У 1967—1970 роках — завідувач відділу оборонної промисловості Красноярського крайового комітету КПРС.
У 1970—1971 роках — 1-й секретар Красноярського міського комітету КПРС Красноярського краю.
У 1971 році закінчив заочну Вищу партійну школу при ЦК КПРС.
У листопаді 1971 — 28 грудня 1972 року — 2-й секретар Красноярського крайового комітету КПРС.
28 грудня 1972 — 2 жовтня 1987 року — 1-й секретар Красноярського крайового комітету КПРС.
2 жовтня 1987 — 19 грудня 1992 року — голова правління Центроспілки СРСР.
З 1992 року — на пенсії в Москві.
У 1999 році став заступником губернатора Красноярського краю Олександра Лебедя, а також начальником управління адміністрації краю по взаємодії з Урядом Російської Федерації таіншими федеральними органами державної влади. З 2 листопада 2001 по 25 травня 2004 року був представником адміністрації Красноярського краю в Раді Федерації Росії. З травня 2004 по серпень 2019 року — радник губернатора Красноярського краю.
Помер у місті Красноярську 9 серпня 2019 року. Похований на Алеї Слави Бадалицького цвинтаря Красноярська.

## Нагороди і звання
- два ордени Леніна
- орден Трудового Червоного Прапора
- медалі
- почесний громадянин Красноярського краю (2002).